# Dolní Dubňany
Dolní Dubňany är en ort i Tjeckien.   Den ligger i regionen Södra Mähren, i den sydöstra delen av landet, 170 km sydost om huvudstaden Prag. Dolní Dubňany ligger 308 meter över havet och antalet invånare är 469.
Terrängen runt Dolní Dubňany är platt. Runt Dolní Dubňany är det ganska tätbefolkat, med 80 invånare per kvadratkilometer. Närmaste större samhälle är Moravský Krumlov, 6,2 km öster om Dolní Dubňany. Trakten runt Dolní Dubňany består till största delen av jordbruksmark.